# Pablo Infante
Pablo Infante Muñoz (Burgos, España, 20 de marzo de 1980), conocido como Pablo Infante, es un exfutbolista español. Jugaba como centrocampista. En 2016 se retiró.

## Trayectoria
Se inició en la cantera del Real Burgos C. F. hasta que, con la desaparición de las categorías inferiores del equipo burgalés se marchó al Racing Lermeño C. F., donde debutó a los diecinueve años en el primer equipo, jugando en Tercera División hasta la temporada 2002/03, cuando fichó por la U. D. G. Río Vena. Su paso fue casi efímero, pues permaneció tan solo una temporada antes de recalar en el Arandina C. F., donde jugó dos temporadas hasta ser contratado por el C. D. Mirandés en el verano de 2005.
Con los rojillos logró el ascenso de categoría a Segunda B en 2009, después de dos campañas siendo campeones de grupo en Tercera División y cayendo en las eliminatorias de ascenso. Durante la Copa del Rey 2011/12 el nombre de Pablo Infante se dio a conocer a nivel nacional por sus actuaciones individuales ante equipos de Primera División como el Villarreal C. F., al que le marcó dos goles en dieciseisavos de final, el Real Racing Club de Santander, contra el que logró un tanto en cada partido de la ronda de octavos, o el R. C. D. Español, logrando de nuevo sendos goles y dando una asistencia a su compañero César Caneda para que marcase el tanto que metió al Mirandés en las semifinales de la competición. En semifinales su equipo cayó derrotado frente al Athletic Club. En el partido de vuelta, celebrado en el estadio de San Mamés, Pablo Infante se encargó, como capitán del equipo, de llevar un ramo de flores al busto de Pichichi, como es tradición para cualquier equipo que visite "la Catedral" por primera vez. Pablo Infante acabó siendo el máximo goleador de esa edición de la Copa del Rey con siete tantos.
El 28 de julio de 2012 el jugador renovó con el Mirandés por una temporada más, en la que se produjo su debut en la Segunda División de España, compaginándolo con su jornada laboral en su banco, el Ibercaja Banco en la localidad de Quincoces de Yuso (Burgos). Marcó el primer gol de su equipo en la categoría en la jornada 3 ante el Xerez C. D..
En julio de 2014 fue fichado por la Ponferradina, club en el que se retiró en el 2016.

## Clubes
| Club                 | País   | Año       |
| -------------------- | ------ | --------- |
| Racing Lermeño C. F. | España | 1999-2002 |
| U. D. G. Río Vena    | España | 2002-2003 |
| Arandina C. F.       | España | 2003-2005 |
| C. D. Mirandés       | España | 2005-2014 |
| CP. Villarrobledo    | España | 2014-2016 |

## Palmarés

### Campeonatos nacionales
| Título                                              | Club            | País   | Año  |
| --------------------------------------------------- | --------------- | ------ | ---- |
| Tercera División                                    | C. D. Mirandés  | España | 2007 |
| Fase española de la Copa de las Regiones de la UEFA | Castilla y León | España | 2008 |
| Tercera División                                    | C. D. Mirandés  | España | 2008 |
| Segunda División B (Grupo 2)                        | C. D. Mirandés  | España | 2012 |

### Copas regionales
| Título                  | Club           | País   | Año  |
| ----------------------- | -------------- | ------ | ---- |
| Copa de Castilla y León | C. D. Mirandés | España | 2011 |
| Copa de Castilla y León | C. D. Mirandés | España | 2012 |

### Distinciones individuales
| Distinción                                               | Año       |
| -------------------------------------------------------- | --------- |
| Máximo goleador de la Copa del Rey                       | 2012      |
| Máximo goleador histórico del C. D. Mirandés (135 goles) | 135 goles |